# 合弁事業
合弁事業（ごうべんじぎょう、合辦事業、英語: Joint Venture）は、複数の異なる組織（国家や企業）が共同で事業を興すこと、およびその事業を指す。

## 合弁契約
国家や企業が新規分野に取り組む場合において、単一組織で実施すると様々なリスクを抱えることから、複数の組織が共同で取り組み、お互いの弱点を補うことでリスクの分散を図ると共に事業の成功の確度を増す効果がある。
企業活動における合弁事業は主に新規プロジェクトへの参入や海外に新規進出する場合の足場づくりに多く用いられる。いずれの場合も特定の目的を達するために複数の企業が出資する新たな企業（合弁企業、合弁会社とも）を設立し、出資者の間で出資比率や収益の分配方法、企業統制の方法（どの企業が代表取締役を出すか、等）の取り決め（合弁契約）を行いこれに基づいて実施される。なお、複数社が出資する合弁会社に対し一つの会社が単独で出資する場合は独資会社という。
企業が外国に拠点を設ける場合、独資のみで完全子会社を設立することもあり、株主及び取締役は本社の株主や取締役で構成されるため会社経営上の意思決定がスムーズであるという利点がある。しかし、完全子会社を設立する方法では現地法人は製造設備の設立、販路や顧客の開拓などを一からを行う必要がある。そこでビジネスの開始や拡大が比較的容易な方法として本国法人と現地法人が合弁契約（Joint Venture Agreement）を締結し合弁会社を設立する方法がとられることが多い。ただし、合弁契約では適切なパートナーの選定が容易でなく、経営権の支配の問題や営業機密（技術・ノウハウ）の保護などの問題もある。
インドなどでは一部の産業分野に外国直接投資（FDI）規制が設けられており、その分野では独資による進出が認められていないため合弁契約やM&Aによる進出のみが認められている。

## 主な合弁事業の例
将来的な経営統合を目指した包括的業務提携に基づくものは割愛する。
日本電気（NEC）
元々は岩垂邦彦がアメリカのウェスタン・エレクトリック（現・アルカテル・ルーセント）との合弁により設立した電機メーカー。日本初の合弁企業であり外資系企業でもある。
ソニー・エリクソン・モバイルコミュニケーションズ
ソニー（日本）とエリクソン（スウェーデン）の合弁による携帯電話メーカー。かつてはそれぞれが単独で携帯電話の製造販売を行っていたが、双方の事業の効率化と世界戦略を視野に入れて合弁事業に移行した。2012年にソニーがエリクソンの保有株式を買い取った上で合弁を解消、完全子会社とし社名をソニーモバイルコミュニケーションズに変更した。
NEC三菱電機ビジュアルシステムズ
日本電気（NEC）と三菱電機によるパソコン用ディスプレイ専門の合弁事業。のちに三菱電機が撤退しNECディスプレイソリューションズに社名変更。現在はシャープが資本参加し、シャープNECディスプレイソリューションズである。
サハリン2
ロイヤル・ダッチ・シェル・三井物産・三菱商事の三者合弁によるロシア・サハリン州での石油・天然ガス開発プロジェクト。後にロシア政府の干渉もあって、ガスプロムとの四者合弁となった。
マルチ・ウドヨグ
スズキとインド政府の合弁により設立された自動車メーカー。2002年（平成14年）にスズキが出資比率を引き上げて子会社化した後、2006年（平成18年）12月にインド政府が株式を売却し、完全民営化（合弁解消）。翌2007年（平成19年）にマルチ・スズキ・インディアに社名変更。
ロック開発
大和ハウス工業とイオンの合弁によるショッピングセンター開発を行うデベロッパー。イオン本体もデベロッパー事業（イオンショッピングセンターなど）を行っており、出資企業の本業と合弁事業が直接的に競合していた珍しい例。2011年（平成23年）にイオンが大和ハウスの保有する全株式を買い取って完全子会社化し、イオンタウンに社名変更した。
アストモスエネルギー
三菱商事と出光興産の合弁による液化石油ガス（LPG）事業会社。両者のLPG事業子会社（三菱液化ガスと出光ガス&ライフ）及び三菱商事本体のLPG部門の吸収分割により誕生。三菱商事は子会社による石油小売りも手がけており（三菱商事エネルギー）、石油小売りの分野では引き続きライバル関係にある。
ジェイ・バス
日野自動車といすゞ自動車の合弁によるバス車両製造メーカー。合弁準備会社に、両者の部門子会社（日野車体工業及びいすゞバス製造）を合併させて設立した。商用貨物車（トラック）は引き続き両者が別々に製造を行う。
キャタピラージャパン
アメリカの大手建設機械メーカーであるキャタピラー社が、三菱重工業と合弁で日本法人「キャタピラー三菱」として設立。三菱重工業の建設機械子会社を統合して「新キャタピラー三菱」となったのち、出資比率の変更により現社名に変更。三菱重工業も1/3を出資していたが、2012年にすべての株式を譲渡して合弁を解消。
住友ナコフォークリフト
住友重機械工業（日本）とハイスター・エール・グループ（アメリカ、合弁会社設立当時はイートン社）が日本国内におけるフォークリフト分野での事業提携により合弁で設立した会社。
三井石油開発
当時の三井グループ複数社が当時の特殊法人・石油公団の資本介入により、日本国外の石油開発を目的に合弁設立。旧財閥系としてもトップクラスの資本力と実績を持つ。2010年にメキシコ湾で発生した油田原油の流出事故の舞台となったメキシコ湾岸油田に同社が（間接的に）関与していた関係で、支配株主である三井物産と共に巨額の損失を出した。
東芝シリコーン（GE東芝シリコーン）
1971年にゼネラル・エレクトリックとの共同出資で東京芝浦電気（現：東芝）のシリコーン事業を分社化する形で設立された。1999年にGE東芝シリコーン株式会社に社名変更し、現在はモメンティブ・パフォーマンス・マテリアルズ傘下の日本国内法人モメンティブ・パフォーマンス・マテリアルズ・ジャパンとして引き続きシリコーン製品の販売、研究開発、原料モノマーからの一貫生産を行なっている。
大阪テレビ放送
1956年に開局した、朝日新聞社・朝日放送・毎日新聞社・新日本放送（現・毎日放送）の4社合弁による西日本初（日本で3局目）の民放テレビ局。郵政大臣の勧告により、3年後の1959年に毎日放送が出資分を朝日放送が引き受け、後に朝日放送と合併（その後毎日放送は独自のテレビ局を開局）。朝日放送テレビの源流でもある。
合弁出資バス事業者
1960年代に道路整備等により長距離バス参入希望社が相次いだ時に競合による過当競争を防ぐため、その路線を運行するための沿線のバス事業者が出資して多くの合弁バス事業者が誕生した。しかし、鉄道の整備やマイカーの増加等により乗客が減少すると、出資者が多岐にわたるため迅速な対応ができず、多くの路線が廃止されるとその時点で会社解散、また存続した路線も資本の一本化が図られ（東北急行バスや鹿児島空港リムジン等）、現存するのは東日本急行や九州急行バスなど僅かになっている。その後、2010年代に入り「新高速バス制度」施行に伴い旧高速ツアーバスを催行していた旅行代理店が自社系列のバス会社を新設する必要が生じたため、旅行代理店と運行委託事業者との共同出資という形で久方ぶりに合弁出資バス事業者が増加した。
アンパンマン会議
アガツマ（ピノチオブランド）を幹事社とし、バンダイ、トーホー（現：ジョイパレット）、セガ・エンタープライゼス（TOY事業部、現：セガ フェイブ）の同業4社が業務提携をし、乳幼児向けテレビアニメ『それいけ!アンパンマン』のタイアップ玩具を販売するための複数社参加組織として発足した。一社独占展開が一般的である子供向けアニメのタイアップ玩具と大きく異なり、1988年の放送開始期からこの戦略であり、全社共通のパッケージデザインとプロジェクト専用作品ロゴタイプと番組提供の必須参加（タイムCMはアンパンマン玩具のみ）がある。
特に幹事社のアガツマは別格で、品ぞろえは他社よりも多く、1分間の提供秒数と、当会議全参加社の玩具を主に扱うアンパンマングッズ専門店「アンパンマンテラス」（アンパンマンこどもミュージアム内）「アンパンマンショップ」（それ以外）の運営を担当する。
アンパンマン列車（JR四国）にも単独提供しており、4社連名の企業ロゴと玩具専用ロゴを並列するかたちでジェイアール四国バスを含んだ車体に必ず表記している。

### 注記
1. ↑  WILLER EXPRESSでは、新制度に先立ち主な運行委託事業者であった6事業者との合弁出資でWILLER EXPRESS東北（南部バス）及び北信越（アリーナ）・ニュープリンス高速バス（ニュープリンス観光）・ベイラインエクスプレス（中日臨海バス）・大阪さやま交通（さやま交通）・日本高速バス（日本観光）の計6社が設立された。WILLER GROUP以外では、武元重機と日本案内通信による合弁出資会社サンシャインエクスプレスなどがある。
2. ↑  他3社は30秒で、累計の玩具CMだけで2分30秒に及ぶ。